# Одним пальцем
«Одни́м па́льцем» (англ. The Moving Finger) — детективный роман Агаты Кристи, первоначально опубликованный издательством Dodd, Mead and Company в 1942 году в США, а в 1943 году в Великобритании издательством Collins Crime Club. В России роман также выходил под названиями «Перст судьбы», «Движущийся палец» и «Каникулы в Лимстоке», «Отравленное перо»; для экранизации также использовался перевод «Перст указующий».

## Название
В названии романа использована строка из рубаи Омара Хайяма в переводе английского поэта Эдварда Фицджеральда, наиболее известного переводчика Хайяма на английский язык:
     The Moving Finger writes; and, having writ,

     Moves on: nor all thy Piety nor Wit

     Shall lure it back to cancel half a Line,

     Nor all thy Tears wash out a Word of it.
Буквальный перевод:
     Движущийся палец пишет и, написав,

     двигается дальше. Все твои ум и набожность

     не заставят его отменить полстроки,

     все твои слёзы не смоют ни слова.
Буквальный перевод названия получается не очень понятным, так как русские переводы соответствующего четверостишия Хайяма звучат совершенно иначе, да и стихи эти не так известны. Возможно, поэтому некоторые русские переводчики, стремясь сохранить видимую связь с сюжетом, позволили себе достаточно вольно перевести название романа.
Более понятным смысл названия становится, если читать этот рубаи в переводе Осипа Румера из книги "Рубаи" 1986 года издания, тогда название «Перст судьбы» становится более логичным:
     За знаком знак чертит бессмертный Рок

     Перстом своим. И ни одну из строк

     Не умолишь его ты зачеркнуть,

     Не смоет буквы слёз твоих поток.

## Персонажи
- Мисс Марпл
- Джеральд (Джерри) Бёртон — лётчик-испытатель, восстанавливающийся после травмы, майор авиации
- Джоанна Бёртон — его сестра, красивая женщина, внешне типичная горожанка
- Эмили Бартон — хозяйка загородного дома, который арендуют Бёртоны
- Мисс Партридж — их экономка
- Оуэн Гриффит — доктор в Лимстоке, родом из Уэльса
- Эме Гриффит — его сестра, крайне энергичная и деятельная дама
- Ричард Симмингтон — юрист в Лимстоке, деревенской юридической конторой владел ещё его ныне покойный отец
- Мона Симмингтон — жена юриста, мать троих детей, производит впечатление нервной женщины
- Меган Хантер — её дочь от первого брака, 20 лет от роду, но выглядит подростком, девушка с неопредёленным будущим, основной источник волнений своей матери
- Элси Холланд — няня сыновей Симмингтонов, яркая блондинка, выглядит как настоящая богиня, пока не заговорит
- Беатрис — горничная Симмингтонов, из страха потерять молодого человека старающаяся держаться подальше от историй с анонимками, но честная и если что видела — не промолчит
- Калеб Дэйн Кэлтроп — викарий в Лимстоке, человек высоких нравственных устоев, очень уважаем жителями
- Мод Дэйн Кэлтроп — жена викария, старая приятельница мисс Марпл
- Мистер Пай — житель Лимстока, пенсионер, в прошлом антиквар
- Инспектор Нэш из Скотланд-Ярда

## Цитата
Знаете, все эти гнусные анонимки возникают по двум причинам. Это может быть злоба, направленная против одного человека или группы людей, злоба, так сказать, мотивированная: автор кого-то ненавидит и выбирает крайне подлый и коварный способ проявить свою ненависть. Это отвратительно, но вовсе не обязательно связано с расстройством психики. Обычно авторов таких писем разыскать нетрудно — уволенная служанка, ревнивая жена и тому подобное. Гораздо серьёзнее дело, когда речь идет о злобе всеобщей, немотивированной. В таких случаях письма, как правило, посылаются без раздумья и без выбора, просто чтобы снять тяжесть, давящую на мозг автора. Как я уже сказал, это чисто патологическое явление. Безумие нарастает. Когда, наконец, автора писем находят, это часто оказывается человек, о котором вы и во сне бы этого не подумали.Агата Кристи, «Одним пальцем»

## Сюжет
Повествование идёт от лица Джеральда Бёртона, военного лётчика, которому для восстановления после аварии врачом предписано несколько месяцев пожить в деревне. Джеральд и его сестра Джоанна снимают дом в деревушке Лимсток у местной жительницы мисс Бартон (их фамилии отличаются на одну букву — они не родственники), и сразу же получают анонимное письмо, утверждающее, что они любовники. Брат с сестрой предполагают, что автор — кто-то из местных жителей, раздражённый появлением в деревне чужаков, но местный доктор Гриффит рассказывает, что в последнее время однотипные анонимки с намёками на интимные тайны регулярно получают все местные жители. Каждая анонимка, о которой становится известно, бурно обсуждается и становится поводом для рассуждений на тему «нет дыма без огня», скандалов, размолвок и подозрений. Доктор и жена викария Мод опасаются последствий: у каждого человека есть тайны, и если анонимщик своими обвинениями случайно «попадёт в цель» (а это при массовой рассылке — лишь вопрос времени), реакцию получателя невозможно предугадать. Вскоре опасения сбываются: умирает от отравления цианидом жена юриста миссис Симмингтон. Рядом с телом находят записку со словами «Я не смогу…», написанными её рукой, и анонимное письмо, где утверждается, что её младший ребёнок — не от мужа. Присяжные на дознании выносят вердикт: «Самоубийство, спровоцированное анонимным письмом».
Скотланд-Ярд направляет специалиста по анонимкам, инспектора Нэша, который делает вывод, что автор — женщина средних лет, проживающая в Лимстоке. Устанавливается пишущая машинка, на которой печатались адреса на конвертах, выделяется круг подозреваемых, полиция методично сужает его. Жителей всячески убеждают приносить любую полученную анонимку в полицию. Тем временем происходит следующая трагедия: горничную Симмингтонов находят мёртвой после того, как она договорилась о встрече с кухаркой Бёртонов, мисс Партридж, собираясь поделиться какими-то сомнениями. Выясняется, что горничная в день смерти хозяйки неожиданно рано вернулась домой с прогулки, а значит могла видеть, кто доставил роковое письмо. Видимо, девушка не поняла сразу значения увиденного, а когда решила поделиться сомнениями с мисс Партридж, о её намерении узнал преступник.
Полиция арестовывает Эме Гриффит: её уличают в написании анонимного письма, в котором Элси Холланд, гувернантка детей Симмингтонов, обвиняется в желании после смерти мисс Симмингтон женить на себе мистера Симмингтона. Мисс Марпл не удовлетворяется этим: её смущает содержание ранних анонимок и то, что Элси Холланд ранее не получила ни одной. Кроме того, её заставляют задуматься высказанные Джеральдом туманные соображения о том, что анонимные письма в сочетании с фразой «нет дыма без огня» вызывают ассоциацию «дымовая завеса».
Мисс Марпл делает неожиданный вывод: никакого анонимщика-психопата в Лимстоке нет; письма — прикрытие для хладнокровно спланированного убийства. Мистер Симмингтон решил избавиться от надоевшей, болезненно-нервной жены, причём так, чтобы не попасть под подозрение. Будучи юристом, он знал, как действуют анонимщики и какими методами их разыскивает полиция, что позволило ему правдоподобно подделать манеру посланий и не оставить следов. Сначала он рассылал анонимки жителям деревни, создавая атмосферу, в которой появление очередного письма никого не удивит. Затем в день, когда слуги ушли на выходной, он подменил лекарство жены цианидом и ушёл; вернувшись после её смерти, он подбросил «предсмертную записку» (обрывок обычной записки жены с подходящими бессвязными словами) и собственноручно написанную анонимку, создав таким образом картину самоубийства. Он не мог предположить, что горничная, поссорившись с поклонником, вернётся с прогулки в неурочный час и сядет у окна, ожидая, что тот придёт извиняться. В результате девушка не сразу, но поняла, что в то время, когда хозяйке должны были принести анонимку, к дому подходил только вернувшийся хозяин, а значит, анонимку принёс именно он! Догадка девушки стоила ей жизни. А мисс Гриффит, влюблённая в Симмингтона, к ранним анонимкам не имела отношения, но после смерти его жены решила таким способом отвадить от дома Элси Холланд, полагая, что ещё одно письмо в ряду других никем выделено не будет.
Чтобы уличить Симмингтона, мисс Марпл привлекает его падчерицу Меган. Девушка даёт понять отчиму, что знает его тайну. Он пытается её убить, имитируя ещё одно самоубийство, и тем самым выдаёт себя.

## Экранизации
Первая экранизация романа стала второй серией успешного британского телесериала «Мисс Марпл» с Джоан Хиксон в главной роли. Премьера состоялась 21 февраля 1985 года на телеканале BBC. 

Роман также лёг в основу серии другого телесериала о Мисс Марпл, созданного телекомпанией ITV — «Мисс Марпл Агаты Кристи». Роль Мисс Марпл исполнила Джеральдин Макьюэн.

## Литературная критика
Газета Toronto Daily Star опубликовала 7 ноября 1942 года рецензию на роман: На обложке романа «Одним пальцем» в твёрдом переплёте изображена рука, указывающая по очереди на подозреваемых, также и в романе читатель разгадывает загадку из главы в главу. Это не один из тех рассказов Кристи о знаменитом французском (sic) детективе Эркюле Пуаро, а вместо него есть Мисс Марпл, маленькая старушка-сыщица, которой практически не заметно, но которая кладёт начало последующему выявлению убийцы.
Сама Агата Кристи в своей «Автобиографии» расценивает данный роман как одну из своих главных удач; немногими романами она осталась «по-настоящему довольна», и этот — в их числе. Переводчик А. Титов особо отмечает художественное мастерство писательницы, безупречный и убедительный психологический портрет персонажей, в частности, Меган.